# コミュニケーションカーニバル 夢工場'87
『コミュニケーションカーニバル 夢工場'87』（コミュニケーションカーニバル ゆめこうじょう87）は、1987年（昭和62年）7月18日から8月30日まで開催されたフジサンケイグループ・フジテレビ・関西テレビ・ニッポン放送・ラジオ大阪主催のイベント。東京・晴海の東京国際見本市会場と大阪・南港の大阪国際見本市会場（インテックス大阪）で開催された。
このイベントの後も、フジテレビはお台場地区などを会場として、ゴールデンウィークや夏休み期間などにイベントを開催している。詳細についてはフジテレビジョンの項を参照のこと。

## 概要
1980年代、鹿内春雄は停滞していたフジテレビに、いわば無軌道な放埒と躁状態を持ち込んで活力とし、結果的に視聴率の飛躍的向上を実現、救世主扱いされる成功談を数年で作り上げた。鹿内は84年半ば、グループが進むべき道を提示する長期計画の中で、「夢工場」と名付けた情報通信の未来技術を披瀝する一大イベントを企画する。3年後に東京と大阪で同時開催、予算規模は150億円と民間イベントとしては空前の規模である。そのためには技術面はもちろん、資金を含めて何から何まで電電公社（85年4月以降NTT）の全面協力が必要だった。鹿内はNTT社長の真藤恒に協力を迫った結果、NTTは「夢工場」に巨額の協賛金を支出したほか、光ファイバーやキャプテンシステムなど当時の最新技術を提供するなど異例の協力体制を敷いた。
成否を左右する宣伝は、グループすべての媒体を駆使して展開。開幕するとメディアの影響力を駆使し、中曽根康弘首相や政府要人、皇族などが次々と訪れ世辞を寄せた。会場の狭さ、順番待ちでろくに見られないといった悪評をよそに、1ヶ月半の会期で来場者は570万人を記録、こうしたイベントでは異例の20億円もの黒字化を達成したとし、自らを「大衆の感動を創造するセンセーション・グループ」と規定するほど、鹿内と取り巻きにとっては強い成功体験となった。また、このイベントに絡んで、アイドル夢工場というアイドルユニットが結成され、任天堂との共同製作によるゲームソフト『夢工場ドキドキパニック』の発売なども展開された。

## 逸話
『ひらけ!ポンキッキ』などのプロデューサーを務めた太地恒夫がフジテレビを退社しリオデジャネイロに移住していたところ、鹿内から阿久悠、石ノ森章太郎、江本孟紀、木原光知子、さいとう・たかを、萬田久子、残間里江子などの友人を連れてリオのカーニバルを見に行きたいとの要望を受けた。太地はこれに応じ、ありきたりの観光コースではなく豪華なヨットをチャーターした船上パーティーをセッティングし、当時13歳であった天才バンドリン奏者のニウジ・カルヴァーリョのバンドがその場を盛り上げ、参加者一同はブラジルやサンバに魅了された。鹿内は夢工場の最終日に太地を招待した際、夢工場の発想はこの時に生まれたものだと語っている。

## パビリオン
- 東急グループ 夢トンネル
- 魔法のランプ館
  - 祭の夜OROCHI
  - PIONEER マジカルロマンス
  - NISSAN スーパーゲームZ

ラジコンカーにCCDカメラを取り付けたアトラクション。操縦はセガのアーケードゲーム、アウトランの筐体を使って行った。横浜博覧会（YES'89）では「セガ・スーパーサーキット」と改名されて出展された。使用された機体「マッハＺ」は東京マルイからプラモデル(タミヤミニ四駆の後発品「ジュニアレーサー」シリーズの派生)が会場で限定発売された。
- 魔法のじゅうたん館
  - ポニー／キャニオンレコード ディスコビジョン360
  - サントリーメルヘンジャングル はれときどきぶた
- 魔法のトランペット館
  - NTT ニューメディア探検隊・ゲゲゲの鬼太郎館
- 日本生命 スペースウォム（大阪会場のみ）
  - リクルート ビデオ・ライブ3D&妖精天国
- 魔法のクリスタル館
  - ワールドスナック 食Kingスペシャル
- 楽市楽座

## ライブ
- アイドル夢工場
- 夢工場 (バンド)
- 岩崎良美
- C-C-B
- 光GENJI　（大阪会場にて。レコード・デビューから丁度1週間目だった）

## テレビ中継
- 森田一義アワー 笑っていいとも!
- ライオンのいただきます

7月31日に会場から公開生放送された。
- ブラボー!夢工場 （フジテレビのみで放送）
- 夕やけニャンニャン

7月20日からの1週間、番組全編を会場から生中継した。
- 土曜大好き!830

## 夢工場関連
- FNSスーパースペシャル一億人のテレビ夢列島（現・『FNS27時間テレビ』）
- あんみつ姫（アニメ版） - 設定が江戸時代にもかかわらず、第41話で甘辛藩全メンバーが夢工場見物に出掛けるシーンが描かれた。

## イメージソング
- 「アドベンチャー・ドリーム」  アイドル夢工場

作詞：秋元康 作曲：高橋研 編曲：佐藤準